# Державна програма реформування та розвитку Збройних Сил України на 2012-2017 роки
Державна програма реформування та розвитку Збройних Сил України на 2012-2017 роки — це програма щодо розвитку та реформування Збройних Сил України, що була затверджена на підставі Стратегічного оборонного бюлетеня України, відповідно до законів України «Про організацію оборонного планування» та «Про державні цільові програми» у рамках середньострокового оборонного планування Указом Президента України. Прийняття програми ознаменувало новий етап військової реформи.

## Мета та структура

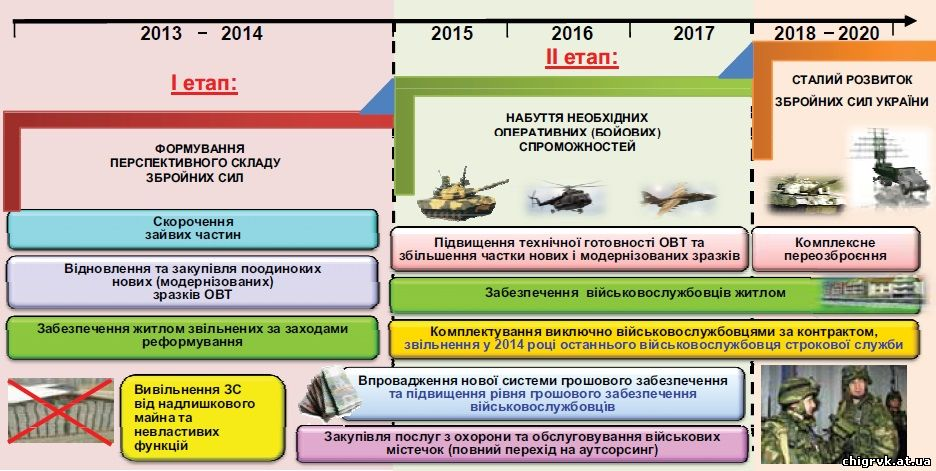
Етапи реформування

Мета програми - створити боєздатні, мобільні, якісно підготовлені, всебічно забезпечені, професійні Збройні Сили, які були б здатні швидко та вчасно реагувати на загрози національній безпеці у військовій сфері, ліквідувати, а за можливістю стримувати збройні конфлікти на ранній стадії їх виникнення. Крім того, Збройні Сили України мають бути спроможні брати участь у міжнародних операціях підтримання миру та безпеки.
Головними пріоритетними напрямками, навколо яких вибудовувалася програма, були:
- приведення визначених військових частин у стан постійної бойової готовності для швидкого, оперативного реагування у разі застосування проти України ворожих сил;
- удосконалення військово-штатної структури ЗС, відновлення повноцінної бойової підготовки одночасно з переведенням війська на контрактну форму служби, а також проведення всебічного повноцінного матеріального та фінансового забезпечення;
- забезпечення війська більшою кількістю модернізованого та нового озброєння сучасних зразків;
- оптимізація систем управління Збройними Силами, шляхом інтегрування організаційних структур на оперативному рівні, зменшення кількості збройних підрозділів та частин з метою їх оптимізації та введення автоматичних систем обліку військового майна;
- покращення та підсилення кадрового потенціалу, а також введення в дію ефективної системи забезпечення військовослужбовців житлом;
- удосконалення системи мобілізації, забезпечення ефективних заходів по нарощуванню війська в особливий період;
- проведення ефективної бюджетної політики, оптимізація фінансових надходжень, які виділяються, в тому числі, для проведення реформи.

Час проведення заходів щодо реформування ЗС можна поділити на два етапи:
1. На першому етапі планувалося оптимізувати склад та чисельність ЗС, завершити формування перспективного складу ЗС, звільнити ЗС від виконання невластивих їм функцій та вивільнити надлишкове військове майно. Крім того, планувалося підвищити рівень соціальних гарантій та забезпечити більш ефективний соціальний захист осіб, що звільняються від військових функцій у наслідок скорочень.
2. На другому етапі планувалося забезпечити здатність військ до швидкого реагування щодо загроз на кордоні держави, до нарощування оперативних можливостей в особливий період для досягнення кількісної переваги. Крім того, планувалося повністю перевести військо до служби за контрактом та підвищити технічні, грошові та інші показники до рівня армій європейських держав.

## Основні напрямки реформування та розвитку Збройних Сил згідно програми

#### Удосконалення систем управління Збройними Силами

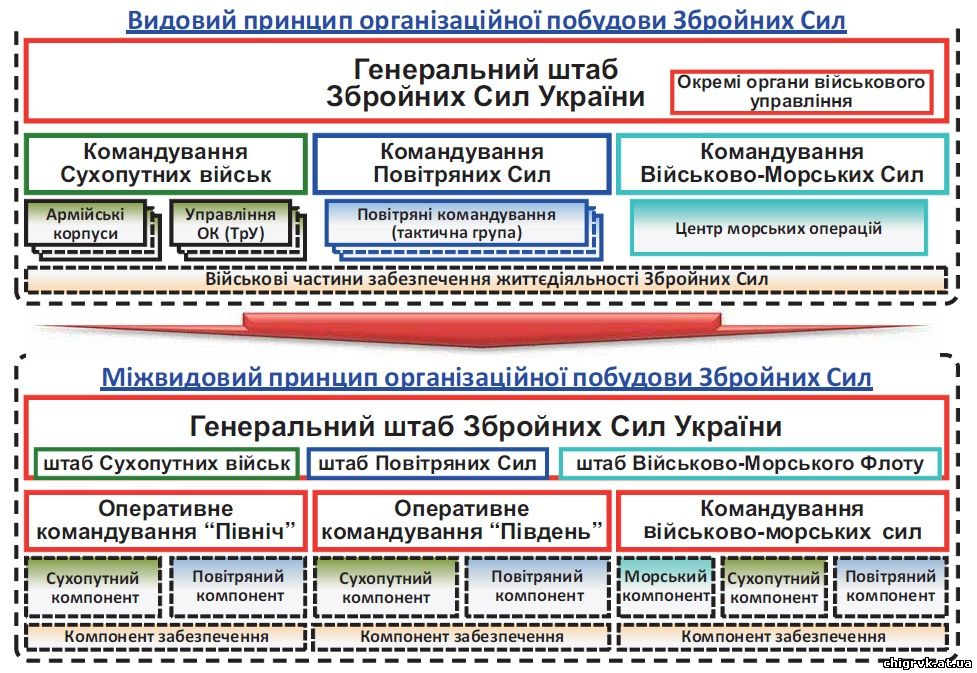
Видовий принцип організаційної побудови Збройних Сил

З метою підвищення ефективності роботи органів управління планувалося перерозподілити функції окремих складових системи управління на законодавчому рівні та створити трирівневу систему управління:
1. Генеральний штаб Збройних Сил України - головний орган військового планування в державі, управління структурами ЗС, контролю за виконанням завдань у сфері оборони органами виконавчої влади, місцевої влади та правоохоронними органами.
2. Міжвидові органи військового управління - керування військами, які дислоковані згідно нового військово-адміністративного поділу.
3. Управління бригад - керування військовими частинами та військовими навчальними закладами.

Штабам видів Збройних Сил, які планувалося інтегрувати у склад Генерального штабу на першому етапі, встановлювалася відповідальність за розвиток відповідних видів військ, визначення вимог до підготовки військових частин та розробка їх керівних документів, організація підготовки офіцерів та сержантів у вищих навчальних закладах. Крім того, штаби мали право інспектувати відповідні види військ.
На першому етапі планувалося об'єднати до складу Генерального штабу Штаби Повітряних Сил, після набуття оперативних спроможностей міжвидовими органами військового управління.
Міжвидові органи військового управління мали здійснювати управління та планування застосування угруповувань військ, протиповітряною обороною в інтересах операцій, підготовкою та забезпеченням військ, що знаходяться під їх підпорядкуванням, територіальною обороною держави в визначених межах  відповідальності. Командувачі міжвидових організацій мали нести повну відповідальність за оборону території, що була визначена як їх зона відповідальності.
Створення Єдиної автоматизованої системи управління Збройними Силами України, мало підвищити рівень оперативності та якості функціонування системи управління.
Планувалося переоснастити систему зв'язку на цифрові засоби, як стаціонарні так і польові компоненти, розгорнути систему захисту інформації та забезпечити високий рівень кібернитичної безпеки, створити інтегровану систему супутникового зв'язку Збройних Сил, як підсистему Національної системи супутникового зв'язку України. Крім того, планувалося створення автоматизованої системи радіозв'язку.

#### Оптимізація складу, чисельності та структури Збройних Сил

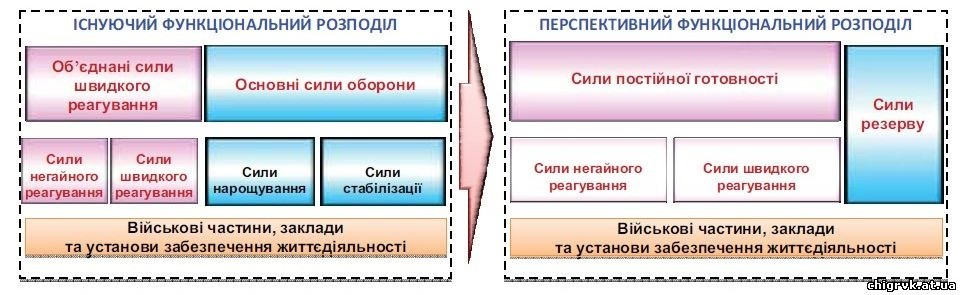
Оптимізація структури Збройних Сил

Головна мета реформи - перехід від видового до міжвидового принципу побудови Збройних Сил, законодавчим чином закріпити їх загальну чисельність, структуру та принципи дислокації.
Структура Збройних Сил за оперативною організацією мала поділятися на Генеральний Штаб, як головний орган військового управління, та на міжвидові угруповування військ, що мають бути підпорядковані органам військового управління відповідно до адміністративно-територіального поділу території України, зведені за видовою ознакою до сухопутного, повітряного та морського компонентів. Основою збройних сил мали стати оперативні командування «Захід» і «Південь» і командування військово-морських сил.
За адміністративною організацією Збройні Сили мали складатися з видів Збройних Сил (Сухопутні Війська, Повітряні Сили, Військово-Морські Сили), органів військового управління, військових частин, військових навчальних закладів, установ та організацій Збройних Сил, що не належать до видів Збройних Сил.
Під час мирного часу Збройні Сили мали поділятися, за ступенем бойової готовності, на сили резерву та сили постійної бойової готовності. Силам резерву відзначалася роль нарощування сил постійної бойової готовності та створення військових частин оборони у разі збройної агресії. Сили постійної готовності мали бути готові у будь-який час, в найкоротший строк, здійснити дії для запобігання збройному конфлікту, охороняти повітряний простір та водний простір в межах території України та охороняти важливі державні та військові об'єкти.
Сили постійної готовності в свою чергу мали поділятися на сили негайного реагування та сили швидкого реагування. Сили негайного реагування мали складатися з високомобільних військових частин десантних військ, морської піхоти, розвідки та спеціального призначення, бригади кораблів. Ці сили мала підтримувати армійська, тактична та морська авіація, крім того до складу сил входив визначений перелік артилерії та ракетних військ. До складу сил швидкого реагування мали входити механізовані, артилерійські та ракетні бригади, авіаційні  та зенітні ракетні частини. Крім того, до складу сил входили окремі військові частини зв'язку, матеріально-технічного та оперативного забезпечення.
З метою приведення структури та складу Збройних Сил у відповідність до загальноприйнятих у провідних державах світу показників, планувалося оптимізувати чисельність військових частин, установ та організацій забезпечення життєдіяльності Збройних Сил. З 144 тисяч військовослужбовців, які знаходилися на службі у 2012 році, армія України мала скоротитися до 105 тисяч у 2015 році, а до кінця реформи кількість військовослужбовців мала становити 70 тисяч. Крім того, до 2017 року армія мала повністю перейти на контрактний вид служби.

#### Удосконалення систем підготовки Збройних Сил України
Для вдосконалення та підвищення рівня підготовки Збройних Сил передбачалося:
- оптимізувати структуру, удосконалити складові частини, форми та методи підготовки Збройних Сил;
- удосконалити систему планування підготовки Збройних Сил, збалансувати її із системою оборонного та бюджетного планування, здійснити перехід до підготовки військ (сил) за дворічним циклом навчання, що складається з трьох періодів підготовки;
- змінити порядок використання навчальної матеріально-технічної бази, утворити потужний навчальний центр, оснащений сучасними комп’ютерними моделюючими системами, тренажерними комплексами та обладнанням;
- удосконалити процес забезпечення підготовки військових частин шляхом надання права їх командиру самостійно планувати використання ресурсів на підготовку підпорядкованих підрозділів;
- розробити стандарти підготовки та переліки завдань підрозділів, військових частин, органів військового управління;
- запровадити нову систему самооцінки та оцінки підрозділів, військових частин після завершення відпрацювання комплексу завдань з підготовки;
- упорядкувати систему керівництва підготовкою Збройних Сил, надати командирам (начальникам) право визначати та корегувати заходи з підготовки підпорядкованих військ (сил) з урахуванням завдань за призначенням, реального рівня навченості їх особового складу, ресурсного забезпечення.

Таким чином, планувалося підвищити рівень підготовки Збройних Сил для виконання бойових та оперативних завдань, їх міжвидовий та комплексний характер,  підвищити рівень відповідальності командирів (начальників), зменшити тривалість циклу підготовки до виконання завдань за кожним сценарієм застосування, шляхом використання можливостей центрів імітаційного моделювання, тренажерних комплексів і моделюючих систем навчального центру та підвищити ефективність використання ресурсів, що виділяються на підготовку військ.

#### Підвищення мотивації до військової служби

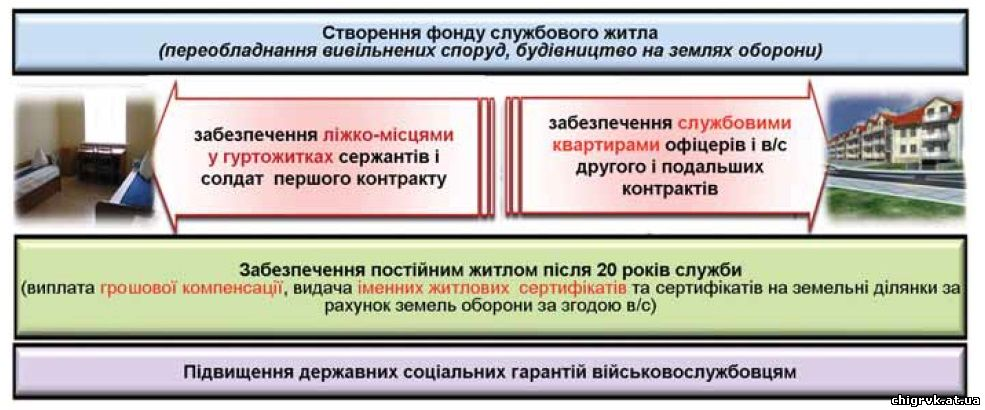
Кроки щодо підвищення мотивації до військової слжби

Підвищити мотивацію до військової служби планувалося шляхом виконання наступних кроків: 
- суттєвого підвищення рівня грошового забезпечення військовослужбовців, удосконалення системи грошового забезпечення та приведення розмірів посадових окладів військовослужбовців у відповідність до розмірів посадових окладів державних службовців;
- підвищення питомої частки основних видів грошового забезпечення у загальній структурі грошового забезпечення з одночасним впровадженням системи стимулювання військової майстерності, запровадження ефективного механізму преміювання військовослужбовців за досягнення у службі та високі показники підготовки підпорядкованих підрозділів і військових частин;
- забезпечення військовослужбовців житлом відповідно до потреб Збройних Сил та належних умов для проходження служби, оздоровлення і відпочинку військовослужбовців і членів їх сімей;
- забезпечення дотримання передбачених законодавством державних соціальних гарантій військовослужбовців, які звільняються з військової служби у зв’язку із скороченням штатів або здійсненням організаційних заходів, за станом здоров’я, створення умов для їх адаптації до цивільного життя, забезпечення гідних пенсій військовим пенсіонерам.

#### Удосконалення морально-психологічного та кадрового забезпечення Збройних Сил
Планувалося впровадити сучасні підходи та принципи в кадровій політиці військ, покращити систему управління кар'єрою військовослужбовців, оптимізувати кількість та покращити організацію структури кадрових підрозділів, органів військового управління. Передбачалося оптимізувати співвідношення  категорій особового складу, в першу чергу офіцерського, згідно наявних потреб та європейського досвіду. Комплектацію офіцерських посад планувалося здійснювати за рахунок осіб, що завершили навчання у вищих навчальних закладах та пройшли підготовку за програмою офіцерів запасу. Планувалося опрацювати та створити нову систему комплектування первинних посад офіцерів тактичного рівня.
Згідно програми, планувалося опрацювати створення Президентського кадрового резерву для Збройних Сил.
Планувалося сформувати професійний сержантський склад, що за задумом сприяло б зміцненню військової дисципліни та викорінило б негативні явища. Служба в резерві теж мала б набути нового змісту, планувалося залучати резервістів до вирішення задач мирного часу, наприклад вони мали б брати участь у миротворчих місіях та залучатися до ліквідації наслідків природних чи техногенних катастроф.
З метою підвищення морально-психологічних характеристик військ передбачалося:
- підвищити ефективність соціально-психологічної роботи, забезпечити якісний професійно-психологічний відбір, військово-патріотичне, духовне виховання особового складу та соціально-психологічний супровід військової служби;
- впровадити інноваційні інформаційні технології виховання, забезпечити розвиток соціально-культурної інфраструктури військових баз.

#### Розвиток військової освіти та науки
Підготовку офіцерських кадрів за основними військовими спеціальностями планувалося зосередити в Національному університеті оборони України, вищих військових-навчальних закладах видів Збройних Сил та Військовій академії (м. Одеса). Офіцерів окремих високотехнологічних спеціальностей передбачалося готувати у військових навчальних підрозділах провідних вищих навчальних закладів. Підготовку для Збройних Сил медичного персоналу, фінансистів, юристів, перекладачів та інших спеціалістів передбачалося здійснювати у вищих навчальних закладах з проходженням відповідного військово-професійного навчання (підготовки) за спеціалізаціями, а військовослужбовців за контрактом у навчальних центрах зазначених академій.
Формування у майбутніх командирів високих лідерських якостей мало стати пріоритетною ціллю під час навчання у вищих навчальних закладах.
Планувалося укомплектувати науково-педагогічний склад військових навчальних закладів найбільш підготовленими офіцерами з практичним досвідом керівництва військовими частинами, з’єднаннями та органами військового управління. Крім того, забезпечити ширше залучення вищого командного складу Збройних Сил до проведення лекцій, збільшити питому вагу практичних занять на бойовій техніці та забезпечити участь слухачів і курсантів у навчаннях, тренуваннях, які проводяться з військами.
Здійснивши реформи у галузі освіти планувалося підвищити її якість, оптимізувати кількість військових навчальних закладів Збройних Сил і чисельність їх особового складу, а також щорічні витрати на їх утримання. Передбачалося оптимізувати мережу науково-дослідних установ, забезпечити збереження для потреб Збройних Сил наукового потенціалу, спрямувати діяльність науково-дослідних установ на практичне розв’язання найбільш актуальних проблем розвитку, підготовки, застосування, управління та всебічного забезпечення військ.

#### Повний перехід комлектування Збройних Сил на контрактну основу
Заплановане забезпечення високої мотивації до проходження військової служби, у тому числі підвищення грошового забезпечення, мало дати змогу відмовитися від строкової військової служби та перейти до комплектування Збройних Сил виключно військовослужбовцями за контрактом.
Для цього передбачалося створити належні умови для проходження військової служби професійними солдатами та сержантами, докорінно змінивши весь уклад військового життя шляхом внесення відповідних змін до нормативних документів і програм підготовки, а також забезпечити належні соціально-побутові умови військовослужбовцям за контрактом.
З метою підвищення якості укомплектування Збройних Сил професійними військовослужбовцями та уникнення помилок під час відбору кандидатів, планувалося запровадити для них інтенсивну (терміном до трьох місяців) початкову військову підготовку, за результатами якої мало ухвалюватися рішення щодо укладення контракту.
Планувалося опрацювати питання забезпечення на пільгових умовах навчання у вищих навчальних закладах військовослужбовців за контрактом (під час проходження військової служби).
Згідно концепції, ставилася задача підготовити війська таким чином, щоб вони могли почати виконувати бойові задачі без додаткового залучення мобілізаційного ресурсу. Хоча повністю відмовитися від мобілізації автори концепції не наважувалися. Була передбачена можливість нарощувати військовий ресурс вже під час військових дій.

#### Забезпечення армії озброєнням та новітньою військовою технікою
Планувалося уточнити показники державних програм з розвитку ОВТ та продовжити їх виконання в запланованому обсязі. Основними пріоритетами для розвитку ОВТ було обрано:
- посилення повітряного компоненту, шляхом модернізації та продовження ресурсу літаків, гелікоптерів, закупівлі авіаційного комплексу дальнього радіолокаційного виявлення, закуплі або виробництва безпілотних авіаційних комплексів;
- відновлення, подовження ресурсу зенітних ракетних комплексів і продовження терміну придатності зенітних ракет;
- посилення військово-морських спроможностей, шляхом закупівлі новітніх кораблів та модернізації наявного корабельного складу;
- нарощування потенціалу стримування за рахунок закупівлі високоточної зброї всіх видів базування;

Для гарантованого виконання Збройними Силами покладених на них функцій передбачається: 
- укомплектувати військові частини постійної готовності боєздатними зразками ОВТ, у тому числі за рахунок проведення модернізації існуючих та закупівлі нових зразків;
- відновити, подовжити ресурс та закупити ракети і боєприпаси, привести обсяги військових і оперативних непорушних запасів матеріальних засобів у відповідність до потреб, визначених Генеральним штабом.

Разом з підприємствами оборонно-промислового комплексу планувалося забезпечити реалізацію військово-технічної політики щодо підвищення темпів технічного оснащення Збройних Сил та інших військових формувань відновленими, модернізованими і новими зразками озброєння, військової та спеціальної техніки. У результаті виконання зазначених завдань і здійснення відповідних заходів очікувалося суттєве підвищення рівня технічної готовності ОВТ у бойовому складі Збройних Сил.

#### Удосконалення матеріально-технічного та фінансового забезпечення Збройних Сил

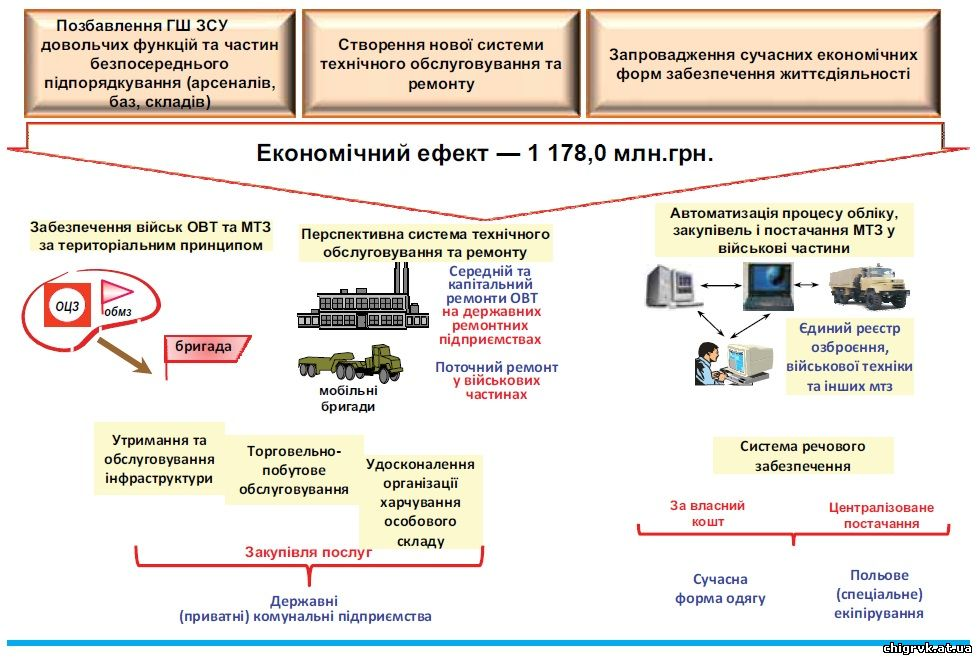
Кроки щодо удосконалення матеріально-технічного та фінансового забезпечення Збройних Сил

Головним завданням реформи було створення єдиної системи матеріально-технічного забезпечення Збройних Сил. Така система мала здійснювати забезпечення військ озброєнням, ракетами та боєприпасами, військовою технікою та майном за територіальним принципом з об’єднаних центрів матеріально-технічного забезпечення, арсеналів, баз та складів оперативних командувань. Доставка такого майна мала здійснюватись спеціальним транспортом до військової частини, що дало б змогу зменшити кількість стаціонарних військових частин матеріально-технічного забезпечення.
Планувалося створити єдиний реєстр озброєння, військової техніки та інших матеріально-технічних засобів Збройних Сил та забезпечити автоматизацію процесів обліку, закупівель і постачання матеріально-технічних засобів до військових частин.
Капітальний та середній ремонт озброєння та військової техніки передбачалося здійснювати на державних ремонтних підприємствах та мобільними бригадами у військах, поточний ремонт – у військових частинах.
Планувалося забезпечити укриття в захищених сховищах всього боєзапасу, необхідного для задоволення потреб Збройних Сил, продовжити розвиток системи живучості та вибухопожежобезпеки арсеналів, баз і складів озброєння, ракет і боєприпасів, запровадити нові підходи до зберігання та транспортування ракет і боєприпасів, зокрема з використанням тари пакетно-контейнерного типу.
Передбачалося удосконалити систему харчування особового складу шляхом досягнення оптимального балансу між закупівлею послуг за аутсорсингом та збереженням можливостей підрозділів забезпечити харчування в польових умовах власними силами.
Планувалося удосконалити систему речового забезпечення Збройних Сил та впровадити сучасну форму одягу і польове (спеціальне) екіпірування.
Мали бути переглянуті обсяги та створені необхідні військові та оперативні непорушні запаси ракет, боєприпасів, пально-мастильних матеріалів, продовольства, речового та іншого військово-технічного майна.
Планувалося запровадити сучасні економічні форми забезпечення життєдіяльності військ у мирний час із залученням суб’єктів господарювання.
З метою адаптації бюджетного механізму у сфері оборони до сучасних потреб Збройних Сил та фінансових можливостей держави передбачалося: 
- забезпечити здійснення централізованих закупівель матеріально-технічних засобів в інтересах Збройних Сил в єдиному структурному підрозділі Міністерства оборони України;
- оптимізувати систему фінансових органів, через які здійснюється фінансове забезпечення військ, створити централізовану систему розрахунків з особовим складом з грошового забезпечення та заробітної плати.

#### Розвиток інфраструктури та квартирно-експлуатаційне забезпечення Збройних Сил
З метою більш ефективного використання об’єктів інфраструктури  Збройних Сил, а також поліпшення умов проходження служби військовослужбовцями передбачалося: 
- удосконалити систему дислокації Збройних Сил шляхом укрупнення військових гарнізонів, наближення військових частин до військових полігонів, використання існуючих великих військових містечок, розташованих у населених пунктах з розвиненою соціальною інфраструктурою;
- запровадити створення військових баз за необхідною інфраструктурою для підготовки і повсякденної діяльності військ;
- використати земельні ділянки і будівлі вивільнених військових містечок для створення фонду службового та постійного житла для військовослужбовців, передати надлишкові військові містечка;
- суттєво скоротити аеродромну мережу Збройних Сил, передбачивши використання в особливий період цивільних аеродромів та аеродромних ділянок доріг;
- перейти до закупівлі послуг з обслуговування військових містечок у суб’єктів господарювання;
- впровадити енергозберігаючі технології на військових об’єктах;
- обладнати військові об’єкти сучасними технічними засобами охорони та передати їх під охорону організаціям, що провадять охоронну діяльність.

Планувалося внести необхідні зміни до законодавчих актів та визначити дієвий механізм вирішення питання забезпечення житлом військовослужбовців, у тому числі: 
- видачі військовослужбовцям Збройних Сил та особам, звільненим з військової служби, іменних сертифікатів на житло;
- здійснення виплати грошової компенсації військовослужбовцям за належне їм для отримання жиле приміщення;
- надання в рамках реалізації соціальних ініціатив Президента України пільгових іпотечних кредитів військовослужбовцям, які потребують поліпшення житлових умов;
- створення фонду службового житла відповідно до потреб Збройних Сил, зокрема за рахунок переобладнання казарм та інших будівель у військових містечках, впровадження сучасних технологій будівництва житла (швидкого монтажу каркасно-монолітних та збірних великопанельних конструкцій будинків).

#### Удосконалення медичного забезпечення
З метою розвитку медичної служби Збройних Сил передбачалося: 
- підвищити якість медичного забезпечення військовослужбовців безпосередньо у військових частинах і підрозділах;
- удосконалити з урахуванням досвіду реформування збройних сил провідних європейських держав разом з Міністерством охорони здоров’я України систему надання кваліфікованої та спеціалізованої медичної допомоги військовими медичними закладами відповідно до потреб Збройних Сил;
- перетворити військові санаторії Міністерства оборони України на державні підприємства, не допустивши їх перепрофілювання та поклавши на них мобілізаційні завдання з реабілітації військовослужбовців в особливий період.

Для покращення готовності медичної служби до виконання покладених на неї завдань передбачалося оновлення обладнання медичних підрозділів військових частин та військово-медичних закладів, забезпечення спроможності військ здійснювати евакуацію поранених осіб з поля бою.

#### Вивільнення Збройних Сил від надлишкового та списаного військового майна

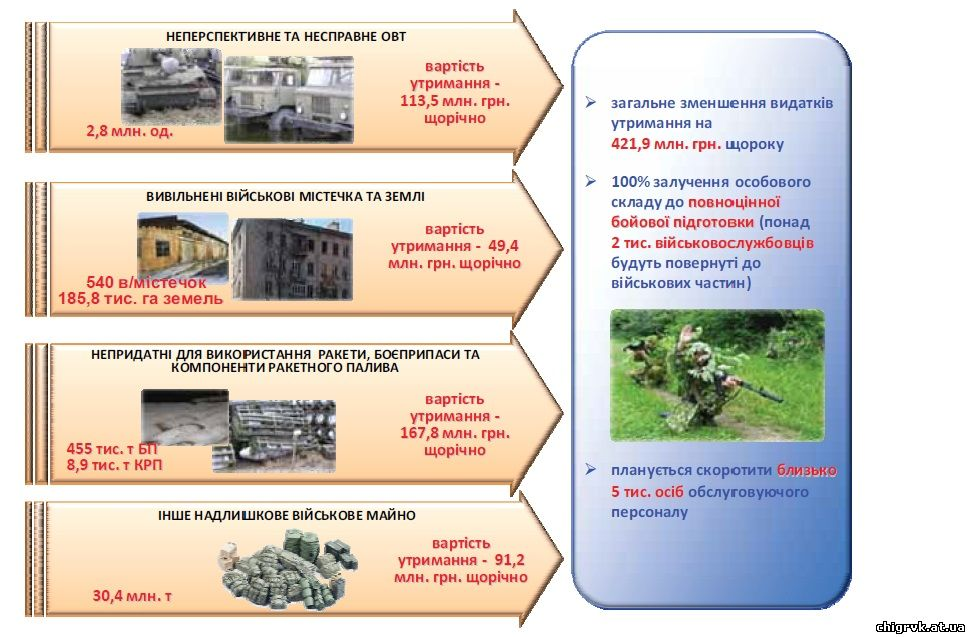
Фінансові показники щодо вивільнення Збройних Сил від надлишкового майна

Планувалося здійснити заходи з відчуження надлишкового та списаного рухомого і нерухомого військового майна, відповідних військових об’єктів зберігання (арсенали, бази, склади) та інших цілісних майнових комплексів, а також відчуження земельних ділянок, на яких розташовані об’єкти нерухомого військового майна, що підлягають реалізації, та земельних ділянок, які вивільняються у процесі реформування. З цією метою планувалося розробити дієвий механізм відчуження та передачі рухомого військового майна Збройних Сил у складі цілісних майнових комплексів.

#### Посилення інформаційної складової частини військової діяльності та забезпечення інформаційної безпеки держави у воєнній сфері
З метою забезпечення спроможності Збройних Сил виявляти та реагувати на інформаційні загрози у воєнній сфері, ведення протиборства у кіберпросторі передбачалося:  
- сформувати систему забезпечення інформаційної безпеки держави у воєнній сфері, в тому числі кібернетичного захисту інформаційно-телекомунікаційних ресурсів та інфраструктури управління Збройних Сил і протидії інформаційно-психологічному впливу на особовий склад;
- створити багаторівневу систему інформування громадськості про діяльність Збройних Сил та підвищити ефективність військових засобів масової інформації, спрямувавши їх діяльність на формування позитивного іміджу Збройних Сил в українському суспільстві, відновлення поваги до професії військового.

#### Розвиток міжнародного військового співробітництва та миротворчої діяльності
З метою забезпечення реалізації політики позаблоковості держави та захисту національних інтересів у сфері безпеки і оборони міжнародне військове співробітництво Збройних Сил мало проводитися за такими основними напрямами: 
- участь у розвитку європейської системи колективної безпеки, розширення міжнародного військового співробітництва із збройними силами інших держав;
- забезпечення конструктивного партнерства з Організацією Північноатлантичного договору та іншими військово-політичними блоками з питань, що становлять взаємний інтерес;
- підтримання взаємовигідних відносин із сусідніми державами, міжнародними та регіональними організаціями у сфері безпеки і оборони;
- залучення міжнародної технічної допомоги в інтересах розвитку оперативних спроможностей Збройних Сил;
- розширення участі в міжнародних операціях з підтримання миру та безпеки діяльності багатонаціональних військових формувань високої готовності;
- забезпечення представництва Збройних Сил у багатонаціональних штабах оперативно-стратегічного та оперативно-тактичного рівня, а також участь підготовленого військового і цивільного персоналу в міжнародних операціях з підтримання миру і безпеки;
- участь у багатонаціональних військових навчаннях за межами України та проведення їх на території України;
- виконання міжнародних зобов’язань із здійснення контролю над озброєнням та здійснення заходів для зміцнення довіри та безпеки в Європі.

#### Нормативно-правове забезпечення реформування і розвитку Збройних Сил
Для забезпечення реформування і розвитку Збройних Сил передбачалося удосконалити нормативно-правову базу щодо: 
- повноважень, функцій та завдань органів військового управління, військового командування, а також органів державної влади у сфері оборони;
- структури Збройних Сил;
- оборонного планування, формування державного оборонного замовлення, управління оборонними ресурсами;
- військово-адміністративного поділу території України та дислокації Збройних Сил;
- організації територіальної оборони держави;
- системи мобілізаційної підготовки та мобілізації, служби у військовому резерві;
- системи військової освіти і науки та комплектування особовим складом Збройних Сил;
- порядку всебічного забезпечення Збройних Сил, а також створення непорушних запасів матеріальних засобів з урахуванням потреб Збройних Сил та інших військових формувань;
- створення новітніх систем озброєння та Єдиної автоматизованої системи управління Збройними Силами України, переведення системи зв’язку на цифрові засоби;
- порядку відчуження та вивільнення Збройних Сил від надлишкового та списаного військового майна;
- підвищення посадових окладів військовослужбовців до рівня посадових окладів державних службовців та підвищення окладів за військове звання;
- забезпечення військовослужбовців житлом;
- посилення соціального захисту військовослужбовців, які звільняються у зв’язку із скороченням чисельності Збройних Сил під час їх реформування, та членів їх сімей.

Планувалося врегулювати питання забезпечення інформаційної безпеки держави у воєнній сфері.

#### Очікувані результати реалізації Державної програми
Реалізація реформи мала посприяти:
- забезпеченню спроможностей Збройних Сил негайно адекватно реагувати на можливі загрози національній безпеці у воєнній сфері;
- посиленню кадрового потенціалу Збройних Сил, забезпеченню високої мотивації до проходження військової служби та переходу до їх комплектування військовослужбовцями за контрактом;
- приведенню у відповідність до потреб  Збройних Сил систем управління, підготовки, військової освіти і науки, кадрового, матеріально-технічного, медичного та інших видів забезпечення військ (сил), підвищенню ефективності таких систем та зменшенню їхньої затратності;
- відновленню технічної готовності основних зразків ОВТ з їх частковою модернізацією та оновленням;
- створенню необхідних військових і оперативних непорушних запасів та забезпеченню згідно із встановленими нормами повсякденної діяльності військ;
- забезпеченню активної участі Збройних Сил у міжнародних операціях з підтримання миру і безпеки та багатонаціональних військових навчаннях;
- підвищенню престижності військової служби, довіри суспільства до Збройних Сил, забезпеченню суверенітету та територіальної цілісності держави.

Вивільнені у ході реформування Збройних Сил фінансові ресурси мали бути спрямовані на розвиток озброєння, військової техніки та підвищення інтенсивності бойової підготовки.

## Критика
Після прийняття програми, експерти в своїй більшості гостро розкритикували нову реформу, хоча і визнали необхідність змін. Перш за все, виникало питання в можливості фінансування змін в оборонній сфері. Опираючись на досвід останніх програм експерти та політики наполягали на звернення уваги до проблем фінансування і вважали це головною загрозою для армії. Викликала занепокоєння і ситуація з скорочення кадрів, так як в умовах позаблоковості було майже неможливо повноцінно протистояти іншій країні у разі нападу та повноцінно захистити свої кордони. Тим більше, що Україна опинилася в оточенні військових блоків і у разі збройного конфлікту Україна може отримати не одну країну-суперника, а цілий блок країн. Тим більше, що військові експерти неодноразово наголошували, що економіка країни не може повноцінно утримувати армію для захисту своєї території, тоді як вступ до військового блоку мав би можливість скоротити фінансування та перекласти частину повноважень з оборони на країн-союзників. Виникали питання і з переходом на контрактну армію, матеріальне забезпечення військовослужбовців не дозволяло приваблювати на службу нове покоління і таким чином повноцінно перейти на контракт вважалося надскладною задачею, яку армія провалювала за часів минулих реформ. Крім того, не вирішувалася проблема соціального захисту військовослужбовців, що мали бути відправлені в запас, виникала нова проблема недостачі робочих місць та проблема перепрофілювання екс-військових.
Політики країни теж в своїй більшості критикували реформу. Так, тодішній голова парламентського комітету з питань національної безпеки та оборони Анатолій Гриценко пояснював, що скорочення чисельності військовослужбовців не змінить ситуацію, так як у армії немає головного - нормативної бази. До затвердження програми не була прийнята Стратегія Національної безпеки, не були розроблені плану розвитку озброєння та військово-промислового комплексу.

## Призупинення виконання програми
У квітні 2014 року Генеральна Прокуратура України розпочала перевірку в Міністерстві Оборони та Генеральному Штабі ЗСУ у зв'язку з ухваленням низки управлінських рішень під час проведення реформ, унаслідок яких знизилася бойова готовність військових частин ЗСУ. За словами Головного управління нагляду за дотриманням законів у військовій сфері ГПУ, в окремих випадках це призводило до неможливості виконання підрозділами завдань. Окрім того, у наслідок хронічного недофінансування ЗС з року в рік знижувався рівень їх бойової готовності, а стан техніки погіршувався.
1 травня 2014 року в. о. Президента України О. Турчинов відновив призов до лав Збройних Сил, а вже 14 травня у зв'язку зі зміною військово-політичної ситуації тимчасово зупинив виконання заходів Державної комплексної програми реформування і розвитку Збройних Сил України на період до 2017 року. Кабінету Міністрів було доручено у місячний термін провести комплексний огляд у секторі безпеки і оборони. До огляду планувалося залучити залучити спільну робочу групу Україна-НАТО з питань воєнної реформи. До кінця літа планувалося переглянути основні нормативні документи, що стосувалися оборони України.
На початку 2015 року офіційний сайт Міністерства Оборони виклав план реформування Збройних Сил на 2015 рік з низкою серйозних адміністративних та організаційних змін. Але вже через декілька місяців ця інформація змінилась на користь плану під назвою: "Програма діяльності Кабінету Міністрів України та Стратегії сталого розвитку «України - 2020» у 2015 році".

### Нормативні джерела
- Закон № 1621-IV «Про державні цільові програми» від 18.03.2004 [Архівовано 24 червня 2017 у Wayback Machine.]
- Закон № 2198-IV «Про організацію оборонного планування» від 18.11.2004  [Архівовано 26 липня 2014 у Wayback Machine.]
- Указ Президента України № 772/2012 «Про рішення Ради національної безпеки і оборони України від 29 грудня 2012 року "Про Концепцію реформування і розвитку Збройних Сил України на період до 2017 року"» від 29.12.2012 [Архівовано 15 червня 2017 у Wayback Machine.]